# 갭마인더
갭마인더(Gapminder)는 스웨덴의 비영리 통계분석 서비스이다. 유엔의 데이터를 바탕으로 한 인구 예측, 부의 이동 등에 관한 연구논문과 통계정보를 공유한다. 런던 지하철의 차량과 승강장 틈새를 조심하라는 경고문(Mind the gap)에서 가져온 이름은, 생각과 실제의 차이를 극복하자는 철학을 담고 있다. 설립자는 Gun-Britt Andersson, Christer Gunnarsson, Bo Sundgren, 한스 로슬링, Hans Wigzell 등이다.